# Nhân Hòa (phường)
Nhân Hòa là một phường thuộc tỉnh Bắc Ninh, Việt Nam.

## Địa lý
Phường Nhân Hòa có vị trí địa lý:
- Phía đông giáp phường Yên Dũng
- Phía tây giáp phường Vũ Ninh
- Phía nam giáp các phường Quế Võ và Phương Liễu
- Phía bắc giáp phường Nếnh.

Phường Nhân Hòa có diện tích 20,30 km², dân số 30.909 người, mật độ dân số đạt 1.522 người/km².

## Lịch sử
Trước đây, Nhân Hòa là một xã thuộc huyện Quế Võ.
Ngày 13 tháng 2 năm 2023, Ủy ban Thường vụ Quốc hội ban hành Nghị quyết số 723/NQ-UBTVQH15 (nghị quyết có hiệu lực từ ngày 10 tháng 4 năm 2023). Theo đó, thành lập thị xã Quế Võ và thành lập phường Nhân Hòa thuộc thị xã Quế Võ trên cơ sở toàn bộ 6,98 km² diện tích tự nhiên, 9.528 người của xã Nhân Hòa.
Ngày 16 tháng 6 năm 2025, Ủy ban Thường vụ Quốc hội ban hành Nghị quyết số 1658/NQ-UBTVQH15 của UBTVQH về việc sắp xếp các đơn vị hành chính cấp xã của tỉnh Bắc Ninh năm 2025. Theo đó, sắp xếp toàn bộ diện tích tự nhiên, quy mô dân số của phường Đại Xuân, phường Nhân Hòa và xã Việt Thống thành phường mới có tên gọi là phường Nhân Hòa.

## Địa chỉ trụ sở các cơ quan
- Trụ sở UBND phường: Khu phố Liễn Thượng, phường Nhân Hoà
- Trung tâm phục vụ hành chính công: Khu phố Liễn Thượng, phường Nhân Hoà
- Công an phường: 
  - Cơ sở 1: Đường Quang Trung, khu phố Bất Phí, phường Nhân Hoà
  - Cơ sở 2: Khu phố Thống Hạ, phường Nhân Hòa